# 強尼·奎托
強尼·布蘭特·奎托·歐提茲（西班牙語：Johnny Brent Cueto Ortiz，1986年2月15日—）是美國職棒大聯盟多明尼加籍的投手，目前為自由球員。他之前曾效力於紅人、皇家、巨人、白襪、馬林魚與天使等隊。
奎托於2008年首次登上大聯盟，到了2011年時他已被評為國家聯盟最優秀的先發投手之一。奎托於2012年拿到19個勝場，幫助紅人順利拿到國聯中區的冠軍。奎托於2014年及2016年被選入大聯盟明星賽，並於2016年擔任國家聯盟先發投手。2015年奎托隨著堪薩斯市皇家贏得世界大賽冠軍。
他投球有個非常知名的特徵：他在把腳抬起來之後，常會先多次抖動上半身（次數並不固定）後再把球投出，或者是更改每次投球時身體旋轉的幅度，藉此擾亂打者節奏。由於這些小動作多半都遊走在二段式投球等違規投球姿勢的邊緣，因此上述情況幾乎都只在壘上無人時（在壘上無人時，違規投球僅是給打者一個壞球；但壘上有人時違規投球，則是要讓壘上全部跑者各前進一個壘包，罰則相對來說嚴重許多）才能見到。

## 職業生涯

### 辛辛那提紅人
2008年－2009年
2008年4月3日，奎托登上大聯盟的舞台，當時的對手為亞利桑那響尾蛇，主投7局只挨1安失1分（賈斯汀·厄普頓的陽春炮）10K0BB，最後球隊以3：2獲勝，順利拿下大聯盟生涯的第1勝。奎托成為至從1900年以來，紅人在大聯盟第1位初登板就投出10K、0保送，並且只有被打1支安打的球員，這在大聯盟歷史上是第3位有此表現的球員。這場比賽，奎托投92球、防禦率1.29。在球季結束以後，奎托繳出9勝14敗、4.81防禦率的成績。
2009年球季，奎托成為球隊的第4號先發投手，在球季的第1個月，防禦率只有2.17，並且在國家聯盟排名首位。7月6日對費城費城人的比賽中，只投0.2局被打5支安打和送出3次保送，並且狂失9分，是大聯盟生涯以來表現最差的1場比賽。在今年球季結束以後，繳出11勝11敗、4.41防禦率的成績。
2010年
2010年，奎托表定為球隊的第3號先發。在初期表現算中等， 5月11日對匹茲堡海盜的先發中，是他今年表現最佳的1場比賽，投9局只被打1支安打，沒有失分，最後以9：0拿下勝投。在這比賽之間，奎托一度拿下6連勝。
同年，奎托交出12勝7敗、防禦率3.64的成績單。
2011年
2011年球季，奎托因傷進入傷兵名單，一直到5月8日才離開傷兵名單回到大聯盟。
7月31日對舊金山巨人的比賽中，完投9局只被打3支安打，最後以9：0獲勝，拿下完投完封勝。
這個球季因傷影響，奎托只繳出9勝5敗的數據，不過ERA只有2.31。
2012年
這個球季，奎托奪下19勝9敗。
2013年
2013年，紅人打外卡驟死戰，對手是同區的匹茲堡海盜。再度因傷缺席大半球季，只在例行賽繳出5勝2敗的奎托慘遭海賊砲火洗禮，最後球隊無緣和當年國聯頭號種子聖路易紅雀打NLDS。
2014年
2014年，開季的前9場先發，以ERA1.25、被打擊率1成35的成績成為大聯盟史上第三位ERA低於1.50，以及被打擊率低於.150的投手。此外，也是自1909年費城運動家的Harry Krause以來，首位在球季前9場比賽，每一場都投滿7局，失分都不超過2分的投手。
奎托雖然最後無緣國聯防禦率王，仍以242K和華盛頓國民史蒂芬·史崔斯伯格共享國聯三振王。
這個球季復活成功的奎托，交出20勝9敗。

### 堪薩斯市皇家
皇家將奎托視為衝擊10月份賽事的重要拼圖，將他交易過來。奎托在7月對國民投出完封勝，接著在台灣時間8月11日主場迎戰底特律老虎，用116球完投9局，對手僅打出4安，奎托投出8次三振，沒有保送，收下美聯生涯首場完封勝，也成為過去20年來，第5位「季中轉隊後，在新東家主場初登板完封勝」的投手，前一位是2000年的柯特·席林。同時，他也在皇家史冊留名，成為隊史第2位主場初登板就投出完封勝的投手，前一位是1983年的Eric Rasmussen。
不過在堪薩斯的蜜月期後，奎托卻越投越走鐘，美聯各球隊紛紛用棒子歡迎奎托，導致奎托ERA越來越高。奎托這年例行賽在皇家13場先發4勝7敗ERA4.76，表現並不盡理想。
ALDS，奎托面對休士頓太空人，先發2場，1勝0敗，還拿下決勝第5戰的勝投。

### 舊金山巨人
在替皇家拿下隊史第2座世界大賽冠軍後，奎托宣布投入自由市場。雖然以他的身手，拿到一張大合約重返國聯不成問題，但他還是打槍響尾蛇開出的6年1.2億美元合約。
台灣時間12月15日，奎托和巨人簽下一紙六年1.3億美元的合約，包含奎托在2017球季後的一個跳脫條款，以及球團在2022年球季後的優先選擇權。

## 國際賽
2009年，奎托代表多明尼加共和國參加世界棒球經典賽，他於第1輪第3場比賽中投球並獲得勝投。

## 外部連結
- 球員資訊和成績在MLB ，ESPN ，Retrosheet ，Baseball Reference ，Baseball Reference (Minors) ，Fangraphs ，The Baseball Cube （英文）
- The Book on Johnny Cueto from ScoutingBook.com
- Player Profile from MLB.com （页面存档备份，存于）